# Shiga Lakes
Lo Shiga Lakes (滋賀レイクスターズ), noto in precedenza come Shiga Lakestars, è un club di pallacanestro con sede a Ōtsu, in Giappone. Fondato nel 2008, gioca in B.League.

## Storia
Lo Shiga Lakes è una squadra di pallacanestro giapponese fondata a Ōtsu nel 2008. Ha partecipato in Bj league dal 2008 al 2016. Attualmente gioca in B1 League, la massima serie del campionato giapponese di pallacanestro.

## Palmarès
- B2 League: 1

2023-24